# M-DISC

M-DISC-logo

M-DISC (Millennial Disc) is een eenmalig beschrijfbaar dataopslagmedium dat ontworpen is om duizend jaar mee te gaan. De technologie werd ontwikkeld door het Amerikaanse bedrijf Millenniata. M-DISC's zijn verkrijgbaar in zowel dvd- als blu-rayformaat.

## Eigenschappen
De opslaglaag in de gegevensdrager is volgens een van de verleende patenten in hoge mate bestand tegen oxidatie en heeft een smeltpunt van ongeveer 200 tot 1000 °C, voldoende om bestand te zijn tegen de hitte die kan ontstaan als gevolg van de krachtige laserstraal die bij M-DISC's gebruikt wordt. In tegenstelling tot traditionele dvd's bestaat een M-DISC geheel uit kunstmatig vervaardigde, anorganische materialen, die vrijwel ongevoelig zijn voor lichtinwerking, vochtigheid, hitte en kou. Hoewel M-DISC's ook door conventionele dvd- en blu-rayapparatuur gelezen kunnen worden, is voor het graveren van de gegevens in de steenachtige opslaglaag een dvd- of blu-ray-brander nodig die geschikt is voor M-DISC's, omdat het branden een veel krachtiger laserstraal vereist. Zulke branders worden gefabriceerd door onder meer het Zuid-Koreaanse LG Electronics en de Taiwanese bedrijven Asus en Lite-On.

## Houdbaarheidstest

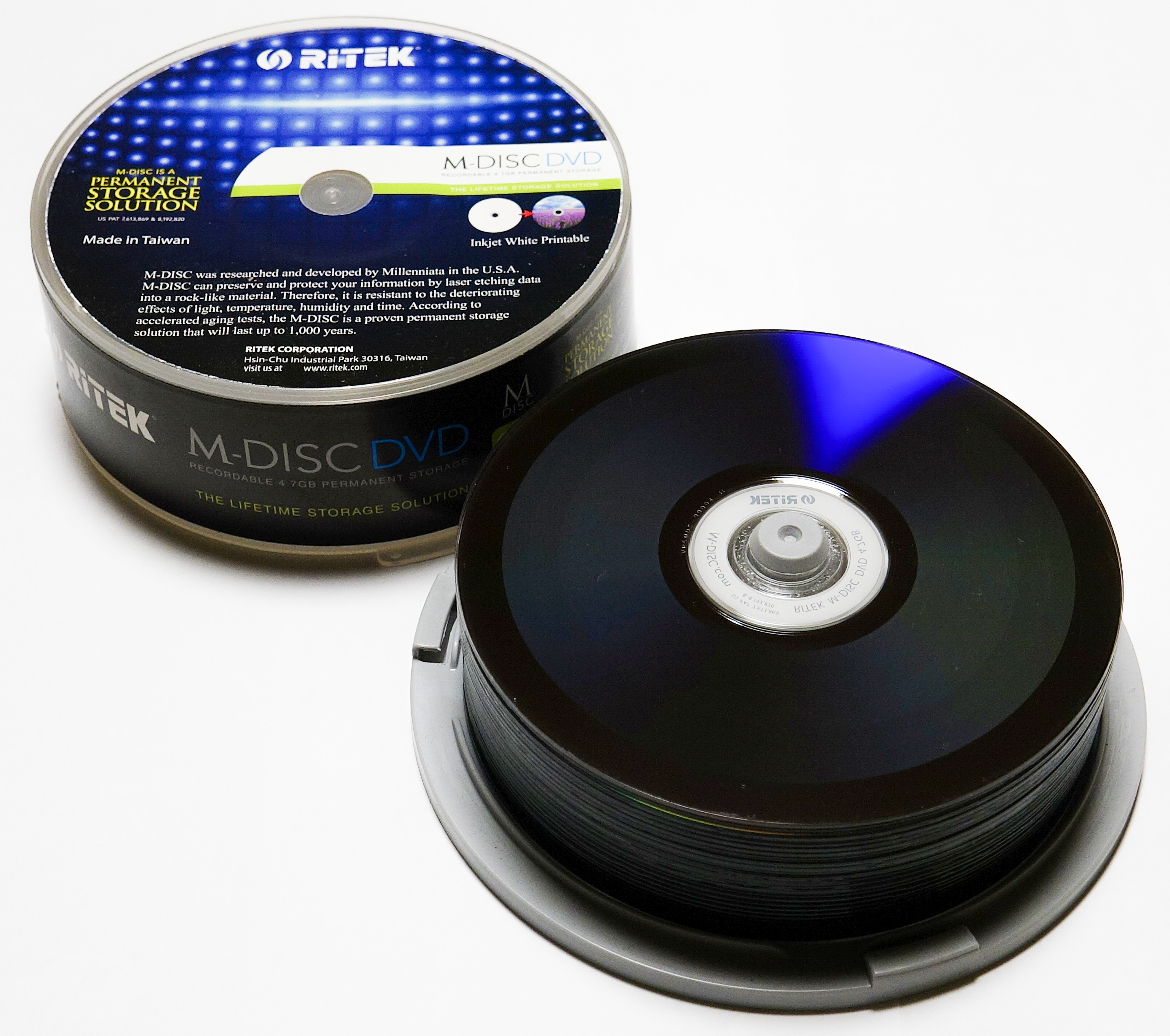
M-DISC-schijfjes

De M-DISC-dvd werd in 2009 getest door de Naval Air Warfare Center Weapons Division van de Amerikaanse marine in Californië, waarbij de M-DISC werd vergeleken met optische gegevensdragers van andere merken (Delkin, MAM-A, Mitsubishi, Taiyo Yuden en Verbatim), zowel 'gewone' dvd's als schijfjes specifiek bestemd voor archiveringsdoeleinden. Hieruit bleek dat de gegevens op de M-DISC nog goed leesbaar waren nadat deze langere tijd was blootgesteld aan kunstmatig zonlicht (1120 W/m²), een hoge temperatuur (85 °C) en hoge luchtvochtigheid (85%), terwijl die op de andere schijfjes minder goed hadden standgehouden.